# She’s a Woman (And Now He Is a Man)
She's a Woman (And Now He Is a Man) – dziewiąty singel zespołu Hüsker Dü. Został wydany w styczniu 1987 roku przez firmę Warner Bros.

## Lista utworów
1. She's A Woman (And Now He Is A Man)
2. Ice Cold Ice
3. Charity, Chastity, Prudence And Hope
4. No Reservations

## Skład
- Bob Mould – wokal, gitara
- Greg Norton – gitara basowa
- Grant Hart – perkusja